# Justin Chatwin
Justin Chatwin (ur. 31 października 1982 w Nanaimo) – kanadyjski aktor filmowy i telewizyjny.

## Życiorys
Urodził się w Nanaimo, w Kolumbii Brytyjskiej w rodzinie rzymskokatolickiej jako syn Suzanne, artystki, i Briana Chatwina, inżyniera. Jego rodzina miała pochodzenie angielskie, węgierskie, francuskie i szkockie. Studiował ekonomię na Uniwersytecie Kolumbii Brytyjskiej. W 2005 przeprowadził się do Los Angeles.
Zadebiutował w komedii muzycznej Josie i Kociaki (Josie and the Pussycats, 2001) z Rachael Leigh Cook. Wystąpił także w pilotażowym odcinku serialu Tajemnice Smallville (2001). Zaistniał jako Robbie, syn Raya Ferriera (Tom Cruise) w filmie sensacyjnym science-fiction Stevena Spielberga Wojna światów (War of the Worlds), a także w niezależnym Miłego dnia? (The Chumscrubber). 
Niektóre z jego poprzednich ról obejmowały takie filmy jak Superdzieciaki: Geniusze w pieluchach II, Złodziej życia oraz miniserial Wybrańcy obcych. 
Zagrał Josha Wilsona, syna Douga (Kevin Nealon) w serialu Showtime Trawka, ale opuścił ekipę, angażując się w Wojnę światów. Planowany był jego powrót w drugim sezonie, ale nie doszło to do skutku.

## Wybrana filmografia

### filmy fabularne
- 2004: Superdzieciaki: Geniusze w pieluchach II (SuperBabies: Baby Geniuses II) jako Zack
- 2004: Złodziej życia (Taking Lives) jako Matt Soulsby
- 2005: Wojna światów (War of the Worlds) jako Robbie Ferrier
- 2005: Miłego dnia? (The Chumscrubber) jako Billy Peck
- 2007: Niewidzialny (The Invisible) jako Nick Powell
- 2009: Dragonball: Ewolucja (Dragonball) jako Gokū
- 2016: Impuls (Urge) jako Jason Brettner

### seriale TV
- 2001: Tajemnice Smallville (Smallville) jako Jeremy Creek
- 2003: Wybrańcy obcych (Taken) jako Clauson
- 2005, 2012: Trawka (Weeds) jako Josh Wilson
- 2006: Zagubieni (Lost) jako Eddie Colburn
- 2011–2019: Shameless – Niepokorni jako Jimmy Lishman / Steve Wilton
- 2011–2019: The Listener: Słyszący myśli (The Listener) jako Rudy Best
- 2015: Orphan Black jako Jason Kellerman
- 2016: American Gothic jako Cameron Hawthorne
- 2016: Doktor Who jako Grant Gordon